# بخش چنگواتانا، شهرستان پاین، مینه سوتا
بخش چنگواتانا (به انگلیسی: Chengwatana Township) یک منطقهٔ مسکونی در ایالات متحده آمریکا است که در شهرستان پین، مینه‌سوتا واقع شده‌است.
 بخش چنگواتانا ۱۲۲٫۴ کیلومتر مربع مساحت و ۸۰۹ نفر جمعیت دارد و ۲۸۳ متر بالاتر از سطح دریا واقع شده‌است.